# Opel Signum
Der Opel Signum ist ein Fahrzeug des Automobilherstellers Opel, das von Februar 2003 bis Juli 2008 produziert wurde. Es basiert auf der Plattform des Vectra C. Seine Montage fand im Opel-Stammwerk Rüsselsheim in der 2002 errichteten Halle K170 statt.
Bei vergleichbarer Gesamtlänge bietet der Signum durch den längeren Radstand des Vectra Caravan (Kombiversion) mehr Platz im Fond als die Vectra-Limousine. Das Verhältnis vom Radstand zur Gesamtlänge liegt bei 61 Prozent. Diese Merkmale sollten den Signum als Steilheck-Version von den Vectra-Limousinen abheben und ihn eigenständig als Spitzenmodell von Opel positionieren. Dementsprechend wurde der Signum separat zu den Vectra-Modellen vermarktet.
Obwohl der Signum damit der Mittelklasse angehörte, sollte er durch sein FlexSpace genanntes neues Innenraumkonzept die obere Mittelklasse besetzen, die durch den Wegfall des Opel Omega B unbesetzt war.

## Innenraumkonzept

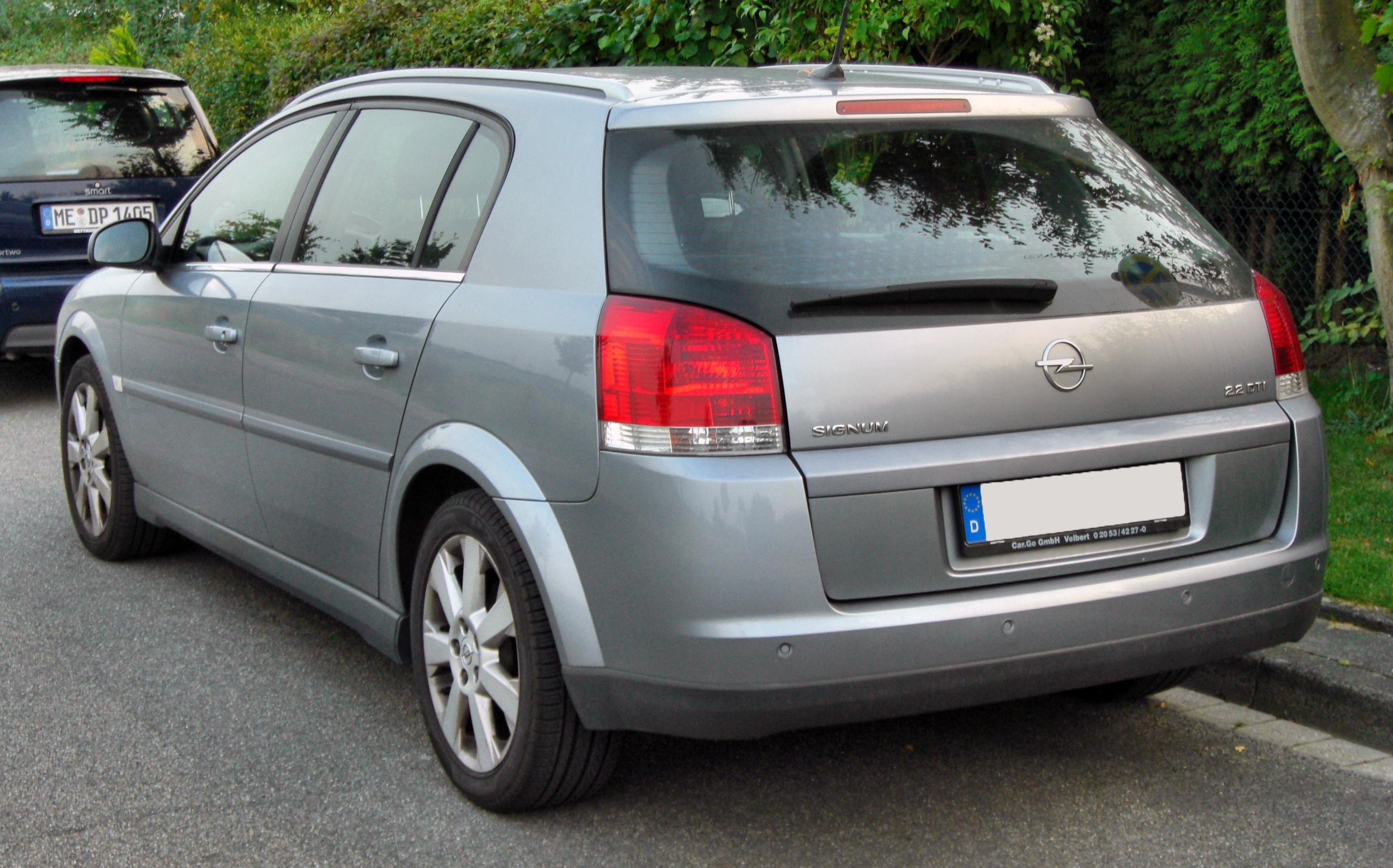
Heckansicht

Die zwei um 130 mm verschiebbaren und vollständig versenkbaren Einzelrücksitze, deren Lehnenneigung darüber hinaus um 30° einzeln einstellbar ist, sollten den Komfort einer komfortablen Limousine bieten in Verbindung mit den Vorteilen eines Kombis.
Der Innenraum ist 8 Zentimeter länger als der der Vectra-Limousinen. Die Sitzfläche des mittleren hinteren Sitzes kann umgeklappt werden und bietet dann verschiedene Ablagemöglichkeiten oder ist die Basis für den optionalen Travel Assistant – eine Kühlbox mit zwei Klapptischen, Ablagefach, Getränkehalter, zwei 12-V-Steckdosen und Fernbedienung für das optional erhältliche Twin-Audio-System. Der mittlere Rücksitz ist trotz eines vollwertigen Dreipunktgurtes auf Grund der geringen Innenhöhe nur für Personen bis 1,75 m Körpergröße freigegeben. Fahrzeuge ohne Schiebe-Hubdach sind mit einer mittig am Dachhimmel angebrachten Ablagenkonsole ausgestattet.
Das Kofferraumvolumen kann je nach Stellung der Rücksitze von 365 bis 550 Litern (gerechnet bis zur Höhe der Gepäckraumabdeckung) variiert werden.

### Modellpflege

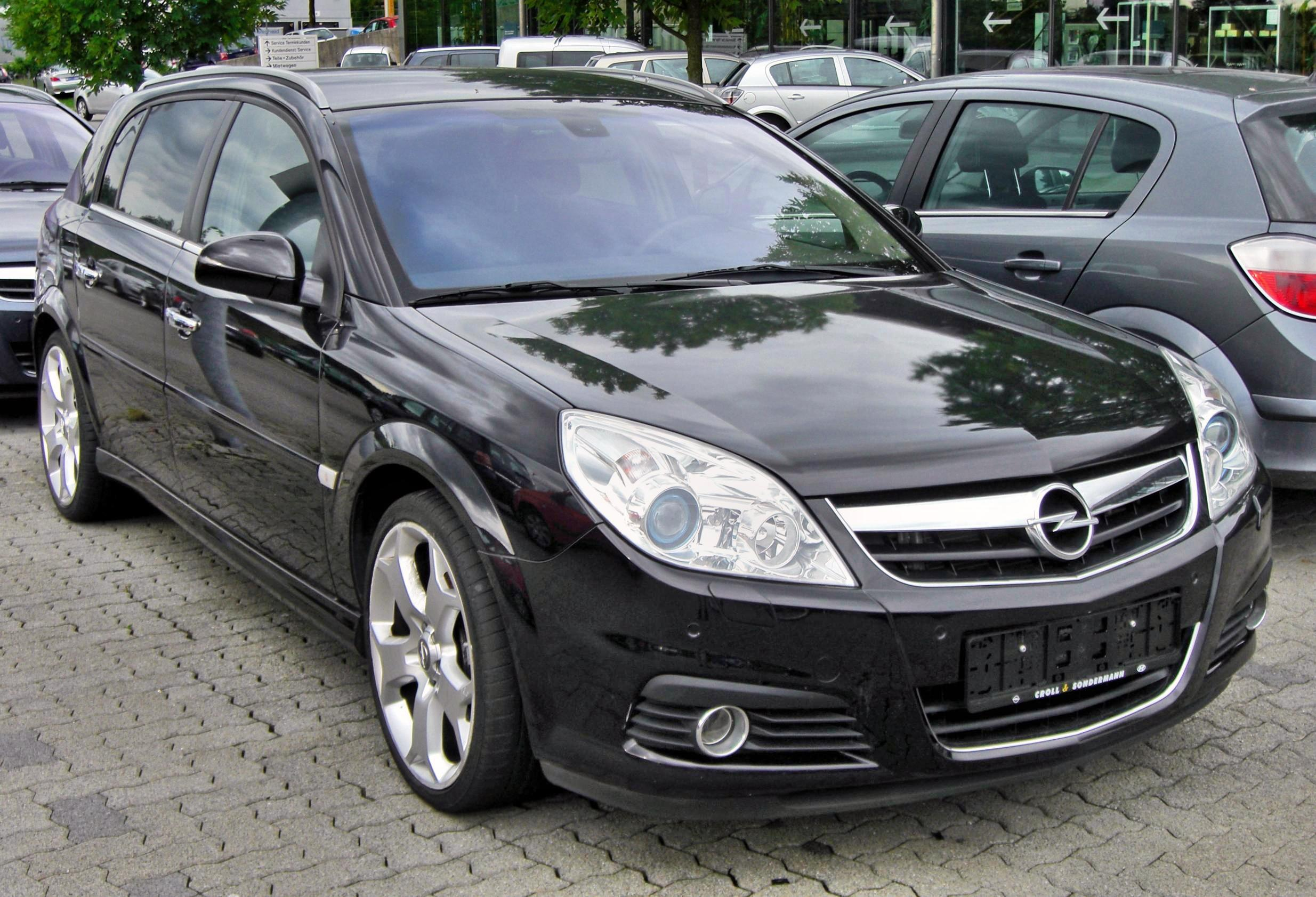
Opel Signum (2005–2008)

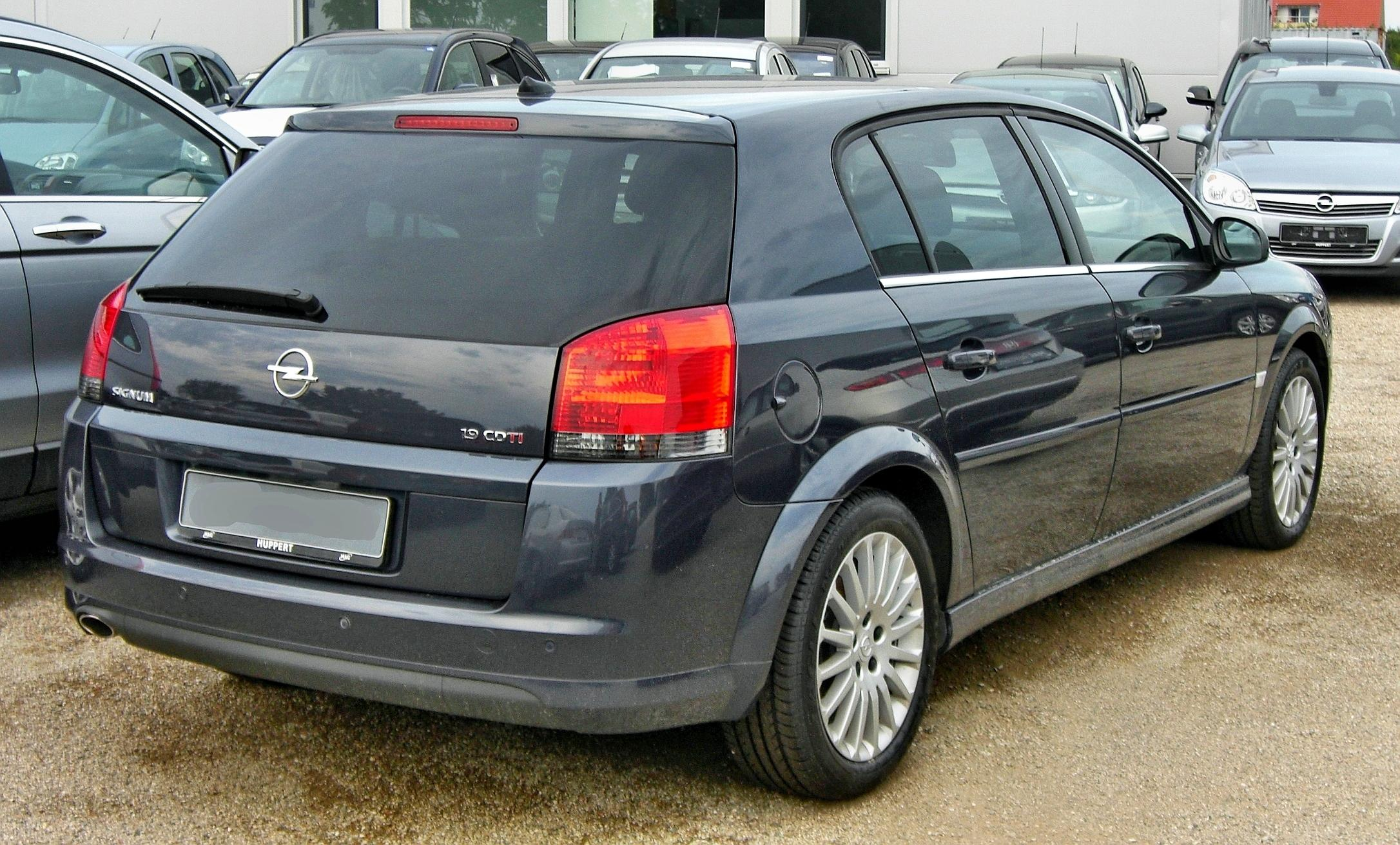
Heckansicht

Nach der kleineren Modellpflege im März 2004 wurde das Fahrzeug im Zuge des umfassenderen Facelifts im Juni 2005 optisch an das aktuelle Design der Marke angepasst. Durch geänderte Stoßfänger wuchs die Fahrzeuglänge von ursprünglich 4636 mm auf 4651 mm.
Kennzeichnende Merkmale dieser Modelle sind die umgestaltete Frontpartie, der durch Chromapplikationen und neue Dekorleisten aufgewertete Innenraum und die bereits kurz zuvor eingeführte neue Infotainment-Generation.
Mit dem Erscheinen des überarbeiteten Signum war der 3,2-Liter-Sechszylinder-Benzinmotor nicht mehr erhältlich. Der 2,2-Liter-Benzin-Direkteinspritzmotor erhielt ein neues 6-Gang-Schaltgetriebe, war jedoch auf Wunsch auch weiterhin mit dem bekannten 5-Gang-Schaltgetriebe lieferbar.
Ab Januar 2006 war ein modernisierter 1,8-Liter-Vierzylinder-Benzinmotor mit 103 kW (140 PS) erhältlich. Dieser Motor wurde auf Wunsch auch mit einem automatisierten Fünfgang-Schaltgetriebe (Easytronic) ausgeliefert. Ein 6-Stufen-Automatikgetriebe für die übrigen Motorisierungen wurde ebenfalls angeboten. Der 2,2-Liter-Benzin-Direkteinspritzmotor war optional nur mit einer Fünfstufen-Automatik lieferbar.

## Motoren
Die Motorenpalette des Signum unterscheidet sich grundsätzlich nicht von der des Vectra C – mit Ausnahme des 1,6-Liter-Vierzylinder-Benzinmotors und der OPC-Motoren, die für den Signum nicht erhältlich waren. Der Signum Turbo S war das Spitzenmodell und wurde mit einem 2,8-Liter-Sechszylinder-Motor mit 184 kW (250 PS) Leistung angeboten. Die 1,9-Liter-Dieselmotoren waren gemeinsam von GM Powertrain und Fiat entwickelt worden und zunächst auf Wunsch, später serienmäßig, mit einem Dieselpartikelfilter ausgestattet.
Nach der Beendigung des Joint-Ventures teilen sich General Motors und Fiat die Schutzrechte an den 1,9-Liter-Motoren, die Fertigung erfolgte aufgrund langfristiger Lieferverträge weiterhin bei Fiat. Die 2,0- und 2,2-Liter-Diesel waren hingegen eine Opel-Eigenentwicklung, die nicht ab Werk mit einem Dieselpartikelfilter angeboten wurden. Der V6-Diesel mit zunächst 130 kW (177 PS; ab Juni 2005: 135 kW/184 PS) stammte von Isuzu.

### Ottomotoren
| Modell                                                                   | 1.8                      | 1.8                                         | 2.0 Turbo                | 2.2 direct                  | 2.8 V6 Turbo                  | 2.8 V6 Turbo                  | 3.2 V6                    |
| ------------------------------------------------------------------------ | ------------------------ | ------------------------------------------- | ------------------------ | --------------------------- | ----------------------------- | ----------------------------- | ------------------------- |
| Bauzeitraum                                                              | 02/2003–05/2005          | 01/2006–07/2008                             | 02/2003–07/2008          | 02/2003–07/2008             | 06/2005–06/2006               | 06/2006–07/2008               | 02/2003–05/2005           |
| Motorkennung                                                             | Z18XE                    | Z18XER                                      | Z20NET                   | Z22YH                       | Z28NEL                        | Z28NET                        | Z32SE                     |
| Hubraum                                                                  | 1796 cm³                 | 1796 cm³                                    | 1998 cm³                 | 2198 cm³                    | 2792 cm³                      | 2792 cm³                      | 3175 cm³                  |
| Motortyp                                                                 | Vierzylinder-Reihenmotor | Vierzylinder-Reihenmotor                    | Vierzylinder-Reihenmotor | Vierzylinder-Reihenmotor    | V6                            | V6                            | V6                        |
| Ventile                                                                  | 16                       | 16                                          | 16                       | 16                          | 24                            | 24                            | 24                        |
| Gemischaufbereitung                                                      | Saugrohreinspritzung     | Saugrohreinspritzung                        | Saugrohreinspritzung     | Direkteinspritzung          | Saugrohreinspritzung          | Saugrohreinspritzung          | Saugrohreinspritzung      |
| Motoraufladung                                                           | –                        | –                                           | Turbolader               | –                           | Turbolader                    | Turbolader                    | –                         |
| Getriebe, serienmäßig                                                    | 5-Gang-Schaltgetriebe    | 5-Gang-Schaltgetriebe                       | 6-Gang-Schaltgetriebe    | 6-Gang-Schaltgetriebe       | 6-Gang-Schaltgetriebe         | 6-Gang-Schaltgetriebe         | 5-Gang-Schaltgetriebe     |
| Getriebe, optional                                                       | stufenloses CVT-Getriebe | automatisiertes 5-Gang-Schaltgetriebe (ASG) | –                        | 5-Stufen-Wandlerautomatik   | 6 Stufen-Wandlerautomatik     | 6 Stufen-Wandlerautomatik     | 5-Stufen-Wandlerautomatik |
| max. Leistung (kW [PS] bei Drehzahl in 1/min)                            | 90 (122) bei 6000        | 103 (140) bei 6300                          | 129 (175) bei 5500       | 114 (155) bei 5600          | 169 (230) bei 5500            | 184 (250) bei 5500            | 155 (211) bei 6200        |
| max. Drehmoment (Nm bei Drehzahl in 1/min)                               | 167 bei 3800             | 175 bei 3800                                | 265 bei 2500–3800        | 220 bei 3800                | 330 bei 1800–4500             | 350 bei 1800–4500             | 300 bei 4000              |
| Höchstgeschwindigkeit (in km/h)                                          | 197                      | 207                                         | 222                      | 210 (206)                   | 243                           | 250                           | 237                       |
| Beschleunigung (0–100 km/h in Sekunden)                                  | 12,2                     | 11,3                                        | 9,4                      | 9,8 (10,9)                  | 7,6 (8,0)                     | 7,0 (7,5)                     | 8,1                       |
| Kraftstoffverbrauch (in l/100 km (Super)) innerorts/außerorts/kombiniert | 11,1/6,2/8,0             | 10,4/6,1/7,7                                | 12,8/6,6/8,7             | 10,9/6,6/8,2 (10,9/6,5/8,1) | 15,7/7,6/10,6 (17,4/7,6/11,2) | 15,8/7,7/10,7 (17,5/7,7/11,3) | 14,4/7,7/10,2             |
| CO2-Emission, in g/km (kombiniert)                                       | 192                      | 187                                         | 216                      | 197                         | 254 (269)                     | 257 (271)                     | 245                       |
| Abgasnorm nach EU-Klassifikation                                         | Euro 4                   | Euro 4                                      | Euro 4                   | Euro 4                      | Euro 4                        | Euro 4                        | Euro 4                    |

Hinweis: Werte in Klammern ( ) für Automatikgetriebe

### Dieselmotoren
| Modell          | Bauzeit         | Motorkennung | Hubraum  | Zylinder | Ventile | Leistung kW (PS) / min−1 | max. Drehmoment (Nm bei min−1) | Vmax     | 0–100 km/h | Verbrauch (l/100 km) | Abgasnorm |
| --------------- | --------------- | ------------ | -------- | -------- | ------- | ------------------------ | ------------------------------ | -------- | ---------- | -------------------- | --------- |
| 1.9 CDTI        | 06/2005–07/2008 | Z19DTL       | 1910 cm³ | R4       | 8V      | 74 (100)/3500–4000       | 260/1700–2500                  | 180 km/h | 13,7 s     | 5,9                  | Euro 4    |
| 1.9 CDTI        | 03/2004–07/2008 | Z19DT        | 1910 cm³ | R4       | 8V      | 88 (120)/3500–4000       | 280/2000–2750                  | 192 km/h | 12,2 s     | 6,0                  | Euro 4    |
| 1.9 CDTI (1)    | 03/2004–07/2008 | Z19DTH       | 1910 cm³ | R4       | 16V     | 110 (150)/4000           | 320/2000–2750                  | 209 km/h | 10,5 s     | 6,1                  | Euro 4    |
| 2.0 DTI         | 02/2003–11/2004 | Y20DTH       | 1995 cm³ | R4       | 16V     | 74 (100)/4000            | 230/1500–2500                  | 185 km/h | 14,0 s     | 5,9                  | Euro 3    |
| 2.2 DTI         | 02/2003–11/2004 | Y22DTR       | 2172 cm³ | R4       | 16V     | 92 (125)/4000            | 280/1500–2750                  | 201 km/h | 11,2 s     | 6,3                  | Euro 3    |
| 3.0 V6 CDTI     | 02/2003–05/2005 | Y30DT        | 2958 cm³ | V6       | 24V     | 130 (177)/4000           | 370/1900–2800                  | 221 km/h | 9,4 s      | 7,4                  | Euro 3    |
| 3.0 V6 CDTI (1) | 06/2005–07/2008 | Z30DT        | 2958 cm³ | V6       | 24V     | 135 (184)/4000           | 400/1900–2700                  | 221 km/h | 9,8 s      | 7,0                  | Euro 4    |

## Ausstattungen
| Ausstattungen | Modellcode       | Einsatzzeitraum | Emblem |
| ------------- | ---------------- | --------------- | ------ |
| Cosmo         | 0NP48            | 05/2003–06/2007 | ohne   |
| Cosmo Plus    | 0NP48            | 07/2007–06/2008 |        |
| Edition       | 0NL48            | 12/2004–06/2007 |        |
| Edition Plus  | 0NL48            | 07/2007–06/2008 |        |
| Elegance      | 0NU48            | 05/2003–06/2005 |        |
| Signum        | 0NK48 (–06/2005) | 05/2003–06/2007 |        |
| Signum        | 0NL48 (07/2005-) | 05/2003–06/2007 |        |
| Sport         | 0NS48            | 05/2003–06/2007 |        |
| First Edition | 0NL48            | 07/2005–09/2005 | ohne   |

## Absatz
Der Opel Signum konnte sich in Deutschland nie durchsetzen, weshalb er bereits Mitte 2008 nach rund fünf Jahren Bauzeit ohne einen direkten Nachfolger wieder eingestellt wurde. Während deutschlandweit im ersten vollen Verkaufsjahr 2004 noch 10.847 Signum neu zugelassen wurden, waren es 2005 8.962, 2006 8.040, 2007 6.212 und im letzten, nicht mehr vollen Verkaufsjahr 2008 nur 3.669 Fahrzeuge.